# Поврће
Поврће је заједнички назив за култивисане биљке или њихове делове које се користе за људску исхрану. За јело се припрема на различите начине. Употребљава се и као свеже и као конзервисано. Богато је угљеним хидратима и беланчевинама, а на њихов укус првенствено утичу етерична уља. Захваљујући високом садржају витамина, минерала, целулозе, а малим количинама масноће, у прехрани има непроцењиву улогу. Количина витамина и минерала се разликује међу врстама и поднебљима у којима то поврће успева. Термин поврће се користи претежно у кулинарству. У биологији подела на воће и поврће не постоји, јер се у исхрани користе различити биљни органи (плодови, семена, корење, подземна и надземна стабла, листови и цветови) па их није могуће класификовати у исте категорије.
Оригинално, поврће је било сакупљано из дивљине у заједницама ловаца-сакупљача, а са култивацијом се почело у неколико делова света, вероватно током периода од 10.000. п. н. е. до 7.000 п. н. е, кад је нови пољопривредни начин живота развијен. У почетку су култивиране биљке које су расле локално, али су временом путем трговине егзотични усеви из других крајева размењивани и додавани домаћим типовима. У данашње време, већина поврћа се узгаја широм света колико год то климатски услови дозвољавају, и усеви могу да буду култивисани у заштићеним окружењима на мање подесним локацијама. Кина је највећи произвођач поврћа. Глобална трговина пољопривредним производима омогућава корисницима да купе поврће узгојено у удаљеним земљама. Опсег продукције варира од пољопривредних газдинстава која задовољавају потребе своје фамилије за храном, до пољопривредних фирми са огромним површинама земљишта и наменским усевима. У зависности од типа поврћа, жетви усева следи градирање, складиштење, обрада и маркетинг.
Поврће може да се једе било сирово или кувано, и има важну улогу у људској исхрани. Оно углавном има низак садржај масноћа и угљених хидрата, и богато је витаминима, минералима и дијететским влакнима. Многи нутриционисти подстичу људе да конзумирају доста воћа и поврћа, пет или више порција дневно често се препоручује.

## Поврће кроз историју
Повртарске културе биле су познате и коришћене у исхрани већ у петом и четвртом миленијуму пре нове ере, а неке врсте поврћа попут рена и црног и белог лука, су се пре 2 хиљаде година третирали и као лекови. Забележена је изјава славног грчког лекара Хипократа: 
Храна треба да буде лек, а лек – храна
. У средњем веку употребљавао се само део поврћа које постоји данас, а открићем Америке у Европу је доспело и много воћа и поврћа које је до тада у овим крајевима било потпуно непознато. Из Америке су у Европу унети кромпир, парадајз, тиквице, боранија, кикирики, ананас и друге врсте.
Пре развоја пољопривреде, људи су били ловци-сакупљачи. Они су прикупљали јестиво воће, орахе, стабљике, лишће, луковице и кртоле, лешинарили мртве животиње и ловили живе за храну. Шумско вртларство на пропланцима тропских џунгли се сматра првим примером пољопривреде; корисне биљне врсте су идентификоване и подстицане да расту, док су непожељне врсте уклањане. Биљни узгој путем селекције врста са пожељним својствима, као што је велико воће и бујни раст ускоро је следио. Док је најранија евиденција за доместикацију трава као што је пшеница и јечам нађена у Плодном полумесецу на Блиском истоку, могуће је да су разни народи широм света започели са узгојем усева у периоду од 10.000. п. н. е. до 7.000. п. н. е. Самоодржива пољопривреда се наставља до данашњег дана, са многим сеоским фармерима у Африци, Азији, Јужној Америци и другде који обрађују своје парцеле земље да би произвели довољно хране за своје породице, док се сваки вишак производа користи за размену за друга добра.
Током забележене историје, богати су могли да приуште разноврсну исхрану, укључујући месо, поврће и воће, док је за сиромашне људе месо било луксузно и храна коју су јели била је врло монотона, типично се превасходно састојала од основних производа направљених од пиринча, ражи, јечма, пшенице, проса или кукуруза. Додатак поврћа је пружао извесну разноврсност исхране. Основна храна Астека у централној Америци је био кукуруз, а узгајали су и парадајз, авокадо, пасуљ, паприку, бундеве, тиквице, кикирики, и семе амаранта као додатак исхрани. У Перуу, Инке су живеле на кукурузу у низијама и кромпиру на вишим алтитудама. Они су исто тако користили семе квиноје, као и паприку, парадајз, и авокадо.
У античкој Кини, пиринач је био основни усев на југу, а пшеница на северу. Поврће које је кориштено јелу се састојало од јама, соје, боба, беле репе, празилука, и белог лука. Исхрана античких Египћана је била базирана на хлебу, често контаминираног са песком, који је хабао њихове зубе. Месо је било луксуз, мада је понуда рибе била изобилна. Уз основну храну је кориштено поврће као што су тикве, боранија, лећа, лук, празилук, бели лук, ротквице и салата.
Основна храна античких Грка био је хлеб, а уз њега је су кориштени козји сир, маслине, фикус, риба, и повремено месо. Од поврћа су узгајани лук, бели лук, купус, диње и зелена салата. У античком Риму, густа каша је прављена од емер пшенице или пасуља, заједно са зеленим поврћем или уз додатак меса, док је риба била мање цењена. Римљани су узгајали боб, грашак, лук и репу, и јели су лишће цвекле уместо корена.

## Подела и основне карактеристике поврћа
Поврће се може делити на више начина и то :
- Према делу биљке који се користи
- На основу садржаја угљених хидрата
- На основу садржаја провитамина А

Према делу биљке који се користи у исхрани, поврће се дели на:
1. Коренасто – кртоласто поврће и лукови – црни лук, бели лук, целер, кромпир, мрква, бела репа, шпаргла, шведска репа, першун.
2. Лиснато – цветасто поврће - купус, кељ, першунов лист, радич, спанаћ, зелена салата, артичока, карфиол, блитва, Цвекла;
3. Махунасто поврће(легуминозе)- пасуљ, грашак, боранија, боб, бамија;
4. Плодасто поврће - краставац, паприка, плави патлиџан, парадајз, тиквица.

Са технолошког и гастрономског аспекта прикладнија подела се може извршити на следећи начин:
- Лиснато поврће (зелениши, салатно поврће)
- Цветно поврће
- Махунасто поврће
- Поврће са плодом (плодасто/воћасто поврће)
- Стабљичасто и изданци
- Луковичасто
- Гомољасто поврће
- Коренасто
- Гљиве или печурке

Неки аутори посебно издвајају породицу дулека-тикава.

## Хемијски састав
Поврће је разноврсно по свом хемијском саставу, али основни елементи сваког биљног организма, а тиме и поврћа су угљеник, кисеоник и водоник.
Релативно ниска енергетска вредност поврћа, огледа се у изузетно малим количинама масти и значајним количинама угљених хидрата и беланчевина. У поврћу је присутан комплекс шећера (глукоза, сахароза, фруктоза) скроб и др. сложених угљених хидрата.
Поврће у себи садржи есенцијалне састојке за људски организам, тј. важни и незамењиви комплекс материја у биолошком смислу које се не могу у организму исталожити из неких других намирница. У такве есенцијалне материје спадају:
- витамини (Ц, Б, каротин и др.)
- минералне соли алкалне реакције, које у организму одржавају киселинско-алкалну равнотежу
- низ органских киселина (јабучна, винска, лимунска)
- ферменти који стварају оптималну средину неопходну за функционисање целокупног организма

Поврће је сиромашно беланчевинама и скоро не садржи масти, те све то помаже организму да се ослободи од несагорелих материја и спречава нагомилавање масноће. Многе врсте поврћа не заостају за хлебом и млеком по садржају беланчевина, што је важно при оцењивању њихове протеинске вредности.
Целулоза је структурна материја и несварљив састојак биљних ћелија. Сматра се да поврће, нарочито у свежем стању, представља важан извор витамина. У поврћу највише има витамина Ц (у паприци, купусу, спанаћу, кељу, келераби, кромпиру, лиснатом поврћу), затим витамина А (кељу, спанаћу, мркви, парадајзу, зеленој салати, купусу, целеру) и витамина Б (у кељу, купусу, спанаћу, грашку, кромпиру, парадајзу). Поред ових поврћа у поврћу се налазе и витамин Е и К и извесна мала количина витамина Д. Значај витамина је у томе што су они неопходни за одржавање нормалног здравља у доба развоја и раста организма. Витамини су потребни у малим количинама али њихов недостатак изазива различите поремећаје у организму као што је авитаминоза.
Поврће садржи и довољне количине минералних материја, а њихова се количина и појединим врстама креће од 1-3 г. У поврћу највише има калцијума и гвожђа. У многим врстама поврћа налазе се знатне количине органских киселина (јабучна, лимунска, винска и др.) и алкалне соли. Поврће својим органским киселинама и алкалним солима регулише кисело – алкалну равнотежу организма, која је потребна за нормалан рад ћелија.
У поврћу се налазе и етерска уља и гликозиди. Те материје делују вишеструко: поправљају укус хране, надражују органе за варење, тако да постају активнији, освежавају и делују дијететски.
Посебну вредност поврћу као храни дају витамини и минералне материје, а поред тога поврће садржи и низ других састојака који су специфични и који дају бољи укус осталој храни, надражујући и активирајући органе за варење. То су органске киселине, етерска уља, гликозиди и други.
Важан део поврћа су целулоза, хемицелулоза, пектинске и друге сложене угљено-хидратне компоненте, које због своје волуминозности обезбеђују ситост организма. Присуством органских киселина и ароматичних материја (етеричних уља у поврћу) обезбеђује се ацидо – базна равнотежа и специфична мирисна и укусна својства поврћа.

## Значај поврћа
Најчешћу биолошку и храњиву вредност има свеже поврће, првенствено као извор витамина и минералних материја. Поврће не изазива битније подизање шећера у крви, не доприноси претварању угљених хидрата у масти и повећању телесне тежине. Иако је значај поврћа у исхрани дуго био потцењиван, он је порастао открићем улоге витамина и минералних соли. Данас се може тврдити да је основни значај поврћа у исхрани човека, пошто се у њему налази животно и биолошко важни и незамењиви комплекс материја, које организам не може да обезбеди из других других прехрамбених намирница. У тај комплекс улазе биолошки вредни састојци: витамини, минералне соли алкалне реакције, низ органских киселина и ферменти.
Свакодневним конзумирањем довољне количине поврћа обезбеђује се нормалан раст, развој и функционисање људског организма. У исхрани не треба узимати исту врсту поврћа током дужег времена, већ треба тежити разноврсној биљној храни, којом се обезбеђују све потребне минералне соли, витамини и биокатализатори.
Савремена наука о исхрани сматра неопходним да дневни оброк човека обухвата 400 – 500 г разног поврћа. Употреба поврћа по глави становника код нас је недовољна, у поређењу са потрошњом са потрошњом у неким другим земљама. Иако смо познати као произвођачи поврћа код нас још увек има сезонски карактер.
У савременој медицини се сматра да се неке врсте поврћа могу употребљавати као лековита средства, и то директно, али се из њих издвајају активни састојци од којих се справљају извесни лекови. Међу лековите биљке спадају бели лук, рен (биљка), паприка, плави патлиџан, першун и други. Неки од њих делују као лековита храна било да се од њих праве специфични лекови.

## Конзервирање и прерада поврћа
Различите повртарске културе се користе као храна у свежем стању или служе за примену разних јела и конзерви од поврћа. Поврће је сезонског карактера и како садржи највише процента воде (од 90 до 95%), оно је лако кварљива намирница. Конзервирање и прерада поврћа подразумевају спречавање кварења и очување без промене у саставу и изгледу или са таквим променама које не умањују храњиву вредност и хигијенску исправност производа.
Разним начинима конзервирања обезбеђује се дуже ускладиштење и чување свежег поврћа и добивају се разни производи од поврћа. Пре него што се приступи конзервирању, поврће се мора припремити. Припремним радњама са поврћа се отклањају нечистоћа, микроорганизми, заштитна средства и неупотребљиви делови.
Прање је поступак када се са површине плодова одстрањују микроорганизми, инсектициди, као и друга заштитна средства. За прање се употребљава чиста пијаћа вода или вода закисељена сирћетом или содом бикарбоном.
Бланширање је врло важна припремна радња чији је задатак у првом реду разарање ензима као главног изазивача промена боје и укуса и осигурање потребне еластичности производа. Бланшира се у струји водене паре или воде на температури 85-95 °C која је довољна да у року неколико минута разори беланчевинасти део ензима .
Сечењем се повећава површина која се излаже конзервирању. Сечењем се омогућава брзе испаравање воде и убрзавају се ензимске реакције. Поврће се сече на резанце, коцкице и друге облике.
Хлађењем се зауставља рушилачко дејство температуре на ткива плода.
Прерадом и конзервирањем добијају производи од поврћа као што су:
- Сушено поврће
- Смрзнуто поврће
- Поврће конзервирано топлотом (стерилизација)
- Биолошки конзервирано поврће
- Маринирано поврће
- Усољено поврће
- Сокови и концентрати од поврћа
- Остали производи од поврћа умак, кечап, ајвар.

## Највећи произвођачи
Године 2010, Кина је била нација која је произвела највише поврћа, се више од половине светске производње. Индија, Сједињене Државе, Турска, Иран, и Египат су били следећи по величини произвођачи. Кина је имала највећу површину земљишта намењену продукцији поврћа, док су највиши просечни приноси остварени у Шпанији и Републици Кореји.
| Земља            | Култивисана површина хиљада хектара (2.500 ари) | Принос хиљада | Продукција хиљада тона |
| ---------------- | ----------------------------------------------- | ------------- | ---------------------- |
| Кина             | 23,458                                          | 230           | 539,993                |
| Индија           | 7,256                                           | 138           | 100,045                |
| Сједињене Државе | 1,120                                           | 318           | 35,609                 |
| Турска           | 1,090                                           | 238           | 25,901                 |
| Иран             | 767                                             | 261           | 19,995                 |
| Египат           | 755                                             | 251           | 19,487                 |
| Италија          | 537                                             | 265           | 14,201                 |
| Русија           | 759                                             | 175           | 13,283                 |
| Шпанија          | 348                                             | 364           | 12,679                 |
| Мексико          | 681                                             | 184           | 12,515                 |
| Нигерија         | 1844                                            | 64            | 11,830                 |
| Бразил           | 500                                             | 225           | 11,233                 |
| Јапан            | 407                                             | 264           | 10,746                 |
| Индонезија       | 1082                                            | 90            | 9,780                  |
| Јужна Кореја     | 268                                             | 364           | 9,757                  |
| Вијетнам         | 818                                             | 110           | 8,976                  |
| Украјина         | 551                                             | 162           | 8,911                  |
| Узбекистан       | 220                                             | 342           | 7,529                  |
| Филипини         | 718                                             | 88            | 6,299                  |
| Француска        | 245                                             | 227           | 5,572                  |
| Тотално свет     | 55,598                                          | 188           | 1,044,380              |